# Sabor a ti (programa de televisión)
Sabor a ti fue un programa de televisión español emitido en las sobremesas de Antena 3 entre el 27 de julio de 1998 y el 15 de julio de 2004 (tras 1405 emisiones). Inicialmente el formato lo produjo la compañía audiovisual Martingala hasta que, en enero de 2001, fue asumido por Cuarzo Producciones, empresa creada por la presentadora.

## Formato
El programa, de tres horas de duración, adoptaba el formato de magacín y en él tenían cabida tertulias, concursos, entrevistas, reportaje, actuaciones, actualidad social y testimonios.
El impulsor del magacín de actualidad vespertino fue Carlos Taboada, director de Producción General de Antena 3, época cuya propiedad era de Telefónica. Una época en que se reestructuró la cadena y logró el liderezgo nacional. Sabor a ti fue una adaptación con medios, presupuesto y cobertura nacional de un programa en el formato, target y franja horaria de Canal Sur ( con "De Tarde en Tarde"), presentado por Irma Soriano que era líder en el mercado andaluz. Carlos Taboada había sido director de Producción y de Imagen y Comunicación de RTVA, lo que facilitó la adaptación de "Sabor a ti". Ana Rosa Quintana fue seleccionada como presentadora por su amplio registro como presentadora y su relación con la cadena Antena 3.
Pese a que en sus inicios el abanico de oferta era amplio, con secciones dedicadas a la salud y el cuidado del cuerpo (Fernando Sartorius); timos y engaños (Enrique Rubio); naturaleza (Luis Miguel Domínguez) o moda (María Eugenia Fernández de Castro), el espacio fue derivando progresivamente hacia información y opinión sobre actualidad social o lo que se conoce popularmente como programa de corazón o prensa rosa.

## Presentadores
Principales: Ana Rosa Quintana y Antonio Hidalgo.
A lo largo de sus seis años de emisión, el espacio fue presentado por la periodista Ana Rosa Quintana en la experiencia profesional que supuso su consagración como estrella de la televisión en España. 
Entre 1998 y 2000, Ana Rosa estuvo acompañada en las labores de presentación por Mon Santiso. Santiso sería remplazado por Antonio Hidalgo hasta la cancelación del programa, excepto en la temporada 2002 y 2003 cuando esa labor fue desempeñada por Jaime Cantizano en su primera experiencia en una televisión de ámbito estatal.
En la última temporada, 2003-2004, se incorporó también como presentadora la actriz y modelo Esther Arroyo.

## Colaboradores
- Luis Rollán (2001-2004).
- Belén Esteban (2000-2001).
- Mayte Alonso (2003-2004)
- Carlos García Calvo (1998-2000).
- Nacho Abad (1998-2003).
- Ismael Beiro (2002-2003).
- Ramón Sánchez Ocaña (1998).
- Txumari Alfaro (1998-2000).
- Lola Herrera (2002-2003).
- Bibiana Fernández (2003-2004).
- Dani Delacámara (2003-2004).
- Massiel
- Manuela Ríos

### Comentaristas de actualidad social
- Rosa Villacastín (1999-2004).
- Gustavo González (2000-2004).
- César Heinrich (2000-2004).
- Miguel Temprano (2000-2004).
- Hilario López Millán (2001-2004).
- Jimmy Giménez-Arnau (2001-2004).
- Jorge Javier Vázquez (1998-2003).
- Mayka Vergara (1998-2002).
- Chelo García-Cortés (1998-2004).
- Víctor Sandoval (1998-1999).
- María Patiño (2003-2004).
- Belén Rodríguez (2003-2004).
- Gemma López (2002-2004).
- Antonio Montero (2002-2004).
- Paloma García-Pelayo (2003-2004).
- Teresa Berengueras "Terebere" (1998-1999)

## Invitados
Entre las figuras que pisaron el plató de Sabor a ti, se incluyen, entre otros, a Julio Iglesias, Rocío Jurado, Antonio Gala, Lina Morgan, Chayanne, Carolina Herrera, Mónica Naranjo, Concha Velasco, Imanol Arias, Sergi Arola, Chicho Ibáñez Serrador, Ricky Martin, Shakira, Paulina Rubio, Bertín Osborne, Raúl, Geri Halliwell, Tom Jones, Café Quijano, David Civera, María Jiménez, David Bisbal, Rosa López, Chenoa, Fran Rivera, José Ortega Cano, Marcia Bell o Ana María Orozco.

## Audiencias
Sabor a ti obtuvo la fidelidad de amplios sectores de la audiencia, especialmente amas de casa. En la primera temporada obtuvo un 23,3% de cuota de pantalla , muy por encima de la media de la cadena, llegando a alcanzar picos del 28% de cuota. En la segunda temporada 1999-2000 se situó en el 26,3% de cuota, que bajó al 21,6 en 2000-2001. Tras un incremento al 25’2% en la siguiente temporada, descendió de nuevo al 19,6 % en 2002-2003 finalizando con su cuota más baja en la última etapa, lo que precipitó la retirada del programa.
- Temporada	Espectadores	Cuota

- 1998/1999 -	2.162.000 -	24,4%
- 1999/2000 -	2.315.000 -	27,1%
- 2000/2001 -	1.889.000 -	22,6%
- 2001/2002 -	2.127.000 -	26,8%
- 2002/2003 -	1.628.000 -	19,6%
- 2003/2004 -	1.671.000 -	18,3%

El programa alcanzó su máxima audiencia el 1 de abril de 2002, en que se entrevistó a la actriz Ana María Orozco (protagonista de la telenovela Yo soy Betty, la fea) con un 45,8% de cuota de pantalla y 4.062.000 telespectadores. 

## Premios
El espacio se alzó con el premio TP de Oro en la categoría de Mejor magacín en 1998, 1999 y 2000. Ana Rosa Quintana, por su labor al frente del programa obtuvo el mismo galardón a la Mejor Presentadora en sus ediciones de 1998, 1999, 2000 y 2001 siendo nominada en 2002.